# Покровская церковь на Боровой улице
Покровская церковь на Боровой улице (церковь Покрова Пресвятой Богородицы и во имя Святого Вонифатия, б. Епархиального братства Пресвятой Богородицы) — православный храм в Санкт-Петербурге. Относится к Тихвинской епархии Русской православной церкви. C 2012 года имеет статус подворья Антониево-Дымского монастыря.

## История
Возведена в русском стиле по проекту епархиального архитектора Н. Н. Никонова. Храм был заложен 10 июня 1890 года; строился с 1891—1893 год для Санкт-Петербургского Епархиального Братства во имя Пресвятой Богородицы, созданного для развития сети церковно-приходских школ и поддержания традиции церковного пения. Основатель и первый священник Покровской церкви на Боровой улице — Сергей Николаевич Слепян. Церковь имеет два престола: святого мученика Вонифатия внизу и главный престол Покрова Пресвятой Богородицы, вверху.
Нижний храм святого мученика Вонифатия был освящён 12 октября 1893 года епископом Нарвским Никандром (Молчановым). Верхний храм был освящён 9 марта 1897 года, митрополитом Палладием (Раевым). Рядом с церковью был выстроен дом епархиального братства церкви Покрова Пресвятой Богородицы. В верхней церкви епископом Гдовским Вениамином 8 июня 1913 года был освящён придел во имя Всех Святых.

### Закрытие храма
В 1936 году храм был закрыт и передан Управлению по делам искусств Исполкома Ленгорсовета. В нём находились в разное время промышленные цеха, багетные мастерские и производственные помещения бумажного завода; после войны в нём размещалась кладовая живописно-оформительского комбината Худфонда. Здание было существенно перестроено; к концу XX века церковь была перестроена и внутри, лишена своего оригинального декора. Полностью разобран высокий шатёр колокольни.

### Возвращение верующим
Летом 1989 года по решению Ленгорисполкома здание было передано общине Евангельских христиан баптистов (ЕХБ) как здание «бывшей Старообрядческой церкви». По словам игумена Игнатия (Бузина), баптисты давно были согласны переехать в новое здание на Обводном канале, но при экс-губернаторе Петербурга Валентине Матвиенко этот процесс задерживался.
В 2012 году общине ЕХБ («Дом Евангелия») предоставили другое помещение — бывший ДК 10-летия Октября (набережная Обводного канала, 62), а она свою очередь уступила здание Санкт-Петербургской епархии РПЦ. 19 июня 2012 года церковь Покрова Пресвятой Богородицы на Боровой улице получила статус подворья Антониево-Дымского монастыря. Первая после открытия служба в храме св. мч. Вонифатия состоялась 11 августа 2012 г.
Престольные праздники: Покров Пресвятой Богородицы (14 октября), день памяти свмч. Вонифатия (1 января), Всех Святых (Неделя первая по Пятидесятнице), а также день памяти сщмч. Вениамина, митрополита Петроградского и Гдовского (13 августа).

### Реставрация
Первоочередные противоаварийные работы на объекте начали проводить в 2016 году. Контракт получила компания «Трест ЛенОблРеставрация». В конце декабря 2018 года ГКУ «Дирекция заказчика по ремонтно-реставрационным работам на памятниках истории и культуры» разместила на госзакупках конкурс на проведение работ по реставрации и воссозданию пятиглавия церкви. Контракт на 24,7 млн рублей заключили с АО «Трест ЛенОблРеставрация». В течение 2019 года АО "Трест «Леноблреставрация» на объекте выполнялись работы по реставрации и воссозданию пятиглавия, в соответствии с заключенным 18 марта 2019 года государственным контрактом с СПбГКУ «Дирекция заказчика по ремонтно-реставрационным работам на памятниках истории и культуры». 7 декабря 2019 года на главный объём Покровской церкви были установлены четыре малых купола и один большой. В 2023 году завершились работы по восстановлению куполов Покровской церкви, шатра колокольни и декора фасадов.

## Архитектура
Две церкви, верхняя и нижняя, одновременно вмещали около 1500 человек. Храм был выстроен в стиле русской церковной архитектуре XVII века; отделка интерьеров церкви и вся утварь были выполнены по эскизам Н. Н. Никонова. На отделке храма работали суздальские мастера. Иконостас верхнего храма был собран из цветной майолики, изготовленной на фабрике М. С. Кузнецова; из майолики были сделаны и киоты. Достопримечательностью церкви была колокольня, которую венчал не совсем обычный, сильно вытянутый вверх шатёр, эффектно сочетавшийся с пятиглавием основного четверика церкви и двумя луковичными главами над её приделами. С 1901 года храм был приходским. В храмах, согласно изначально заявленной традиции поддержания древнего церковного пения, пели лучшие церковные и народные хоры Петербурга.